# Stemonaceae
Stemonaceae is een botanische naam, voor een familie van eenzaadlobbige planten. Een familie onder deze naam wordt algemeen erkend door systemen van plantentaxonomie, en ook door het APG-systeem (1998) en het APG II-systeem (2003).
Het gaat om een kleine familie, van drie à vier genera. Hierbij is de plaatsing van het genus Pentastemona een enigszins controversiële kwestie, het wordt soms als eigen familie beschouwd.
De plaatsing in het Cronquist-systeem (1981) was in de orde Liliales.